# Uczenie się poprzez zaangażowanie

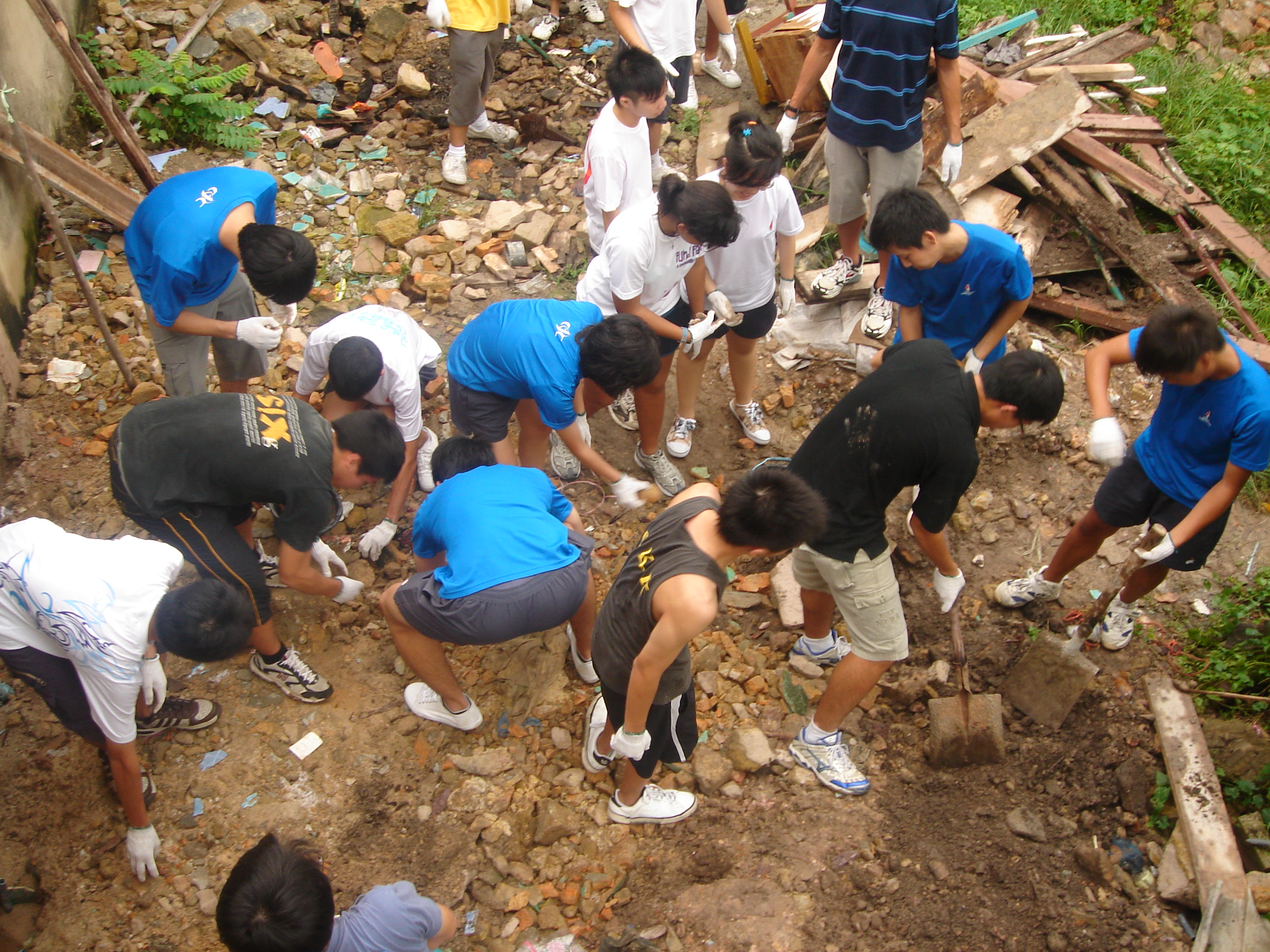
Ucznowie z Batam w Indonezji podczas praktyk uczenia się poprzez zaangażowanie

Uczenie się poprzez zaangażowanie, uczenie się poprzez służbę (ang. service-learning) jest połączeniem edukacji z zaangażowaniem społecznym. Uczniowie lub studenci zdobywają wiedzę i doświadczenia powiązane z programem edukacyjnym ich szkół lub uczelni, równocześnie biorąc udział w projektach, które mają realny wpływ na świat poza szkołą/uczelnią, np. współpracując z organizacjami rządowymi, społecznymi i obywatelskimi. Takie projekty pozwalają studentom na praktyczne wykorzystanie teoretycznej wiedzy zdobytej podczas formalnej edukacji. Doświadczenia wyniesione z tych praktyk są omawiane podczas lekcji (refleksja), tworząc zamknięte koło szkoła (teoria) – praktyka (doświadczenia) – szkoła (refleksja: łączenie doświadczeń z teorią).
Niektóre programy uczenia się poprzez zaangażowanie umożliwiają zdobycie certyfikatów, a także publicznego uznania.
Przykładem takiego podejścia mogą być zajęcia w liceum lub uczelniach wyższych, gdzie studenci dostają zadanie przygotowania lekcji dla przedszkoli, podczas których wyjaśnią dzieciom pojęcia naukowe (np. z fizyki). Studenci utrwalają swoją wiedzę, równocześnie wspomagając przedszkola.
Przykładowe zajęcia uniwersyteckie prowadzone tą metodą można znaleźć m.in. w publikacji Katolickiego Uniwersytetu Lubelskiego Jana Pawła II „Service Learning. Razem dla Społeczności” (2023)

## Czytaj też
- Jacoby, Barbara (1996). Service-Learning in Higher Education: Concepts and Practices. Jossey-Bass. ISBN 978-0787902919.
- Furco, Andrew (October 2011). „„Service-Learning”: A Balanced Approach to Experiential Education” (PDF). The INTERNATIONAL JOURNAL for GLOBAL and DEVELOPMENT EDUCATION RESEARCH (0): 71–76.
- Lukenchuk, Antonina; Jagla, Virginia; Eigel, Matthew. „Service-Learning Faculty Manual” (PDF). National Louis University